# Ruth Foster
Ruth Foster est une actrice, monteuse et productrice américaine, née le 29 janvier 1920 à Cincinnati et décédée le 12 mai 2012 à Del Mar.
Elle est connue surtout pour son rôle de Melinda Foster, la postière, dans la série La Petite Maison dans la prairie.

## Biographie
Ruth Foster est montée sur scène à l'âge de 12 ans après avoir remporté un concours de danse. Elle s'est produite dans des troupes de danse et dans le Latin Quarter Show.
Elle a épousé le comédien Bobby Pinkus (alias Peter J. Accardy) en 1939. Elle a débuté à la télévision dans les années 1950 et a tourné dans 64 épisodes de La Petite Maison dans la Prairie dans les années 1970-80.
Elle a été danseuse professionnelle dans le Palm Springs and Branson Follies jusqu'à l'âge de 85 ans.
Elle a eu un fils, un petit-fils et deux arrière-petits-fils.
Des acteurs de La Petite Maison dans la Prairie étaient présents à son enterrement[réf. souhaitée] .

## Anecdote
Ruth Foster incarne également brièvement le rôle d'une tante de Laura Ingalls dans l'épisode pilote de La Petite Maison dans la Prairie.

## Filmographie

### Actrice
- Les Routes du paradis (1989)
- La petite maison dans la prairie (de 1974 à 1983)
- Bonanza (1969)
- Dimension 5 (1966)
- Cyborg 2087 (1966)
- Ben Casey (de 1962 à 1964)
- The Spike Jones Show (en 1954 et 1957)
- Four Star Revue (1952)

### Monteuse
- The Rolling Stones Rock and Roll Circus (1996)
- Frankie Starlight (1995)
- Les imposteurs (1991)
- Glory! Glory! (1989)
- The Christmas Wife (1988)
- Tidy Endings (1988)
- Tanner 88 (1988)
- Betrayal of Silence (1988)
- Le Père Dowling (1987)
- La loi est la loi (1987)
- Matlock (1986-1987)
- Paul Simon, Graceland: The African Concert (1987)
- Trying Times (1987)
- As Is (1986)
- Great Performances (1985)
- American Playhouse (1985)
- Master Harold... and the Boys (1985)

### Productrice
- Le Père Dowling (1987)